# Pulkkila

Wappen der ehemaligen Gemeinde Pulkkila

Lage von Pulkkila in Finnland

Pulkkila [ˈpulkːilɑ] ist eine ehemalige Gemeinde in Finnland. Sie liegt rund 90 km südlich der Stadt Oulu in der Landschaft Nordösterbotten.
Die Gemeinde besteht seit 1867 und umfasst neben dem Kirchdorf Pulkkila die Orte Hyvärilä, Laakkola-Junnonoja, Latvankylä, Niilessaari, Terskanperä und Vorna. Die beiden Siedlungsschwerpunkte sind das Tal des Flusses Siikajoki im Norden und das des Lamujoki im Süden  der Gemeinde. Der Siikajoki wurde 1966 zum Stausee Uljuan tekojärvi aufgestaut. Er hat eine Fläche von rund 28 km². Das Wasserkraftwerk in der Staumauer wird vom schwedischen Energiekonzern Vattenfall betrieben und versorgt das nahe gelegene Walzwerk des Konzerns Ruukki Production mit Strom. Die stahlverarbeitende Industrie ist auch der größte Arbeitgeber vor Ort.
Die Politik der Gemeinde wird von der konservativen Zentrumspartei bestimmt, die 16 der 17 Abgeordneten im Gemeinderat stellt.
Am 2. Mai 1808 wurde in Pulkkila eine Schlacht des Russisch-Schwedischen Krieges geschlagen. Eine schwedische Brigade unter dem Befehl von Johan August Sandels errang hier einen Sieg über die russischen Truppen und rückte darauf weiter nach Ostfinnland vor.
Sehenswert ist die 1908–09 von Josef Stenbäck im Stil der Neugotik erbaute Pfarrkirche.
Zum Jahresbeginn 2009 schloss sich Pulkkila mit den Gemeinden Kestilä, Piippola und Rantsila zur neuen Gemeinde Siikalatva zusammen.

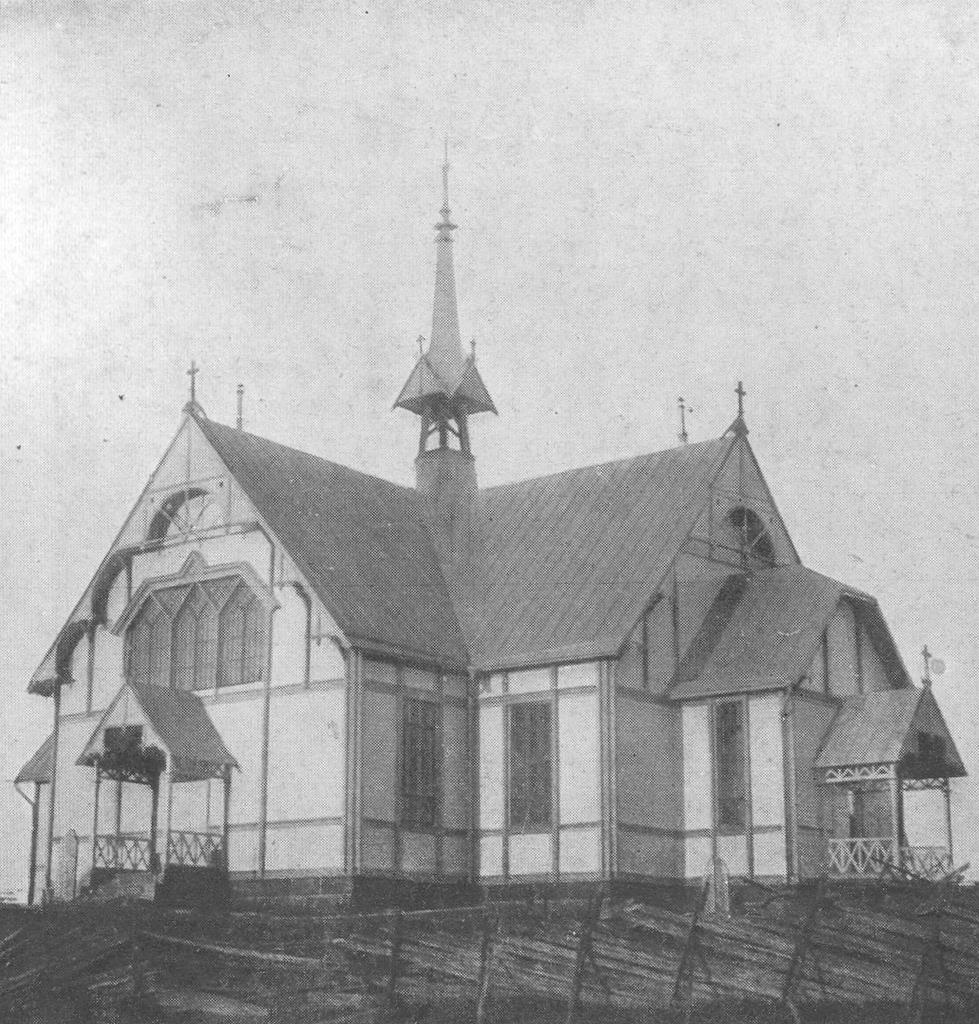
Kirche von Pulkkila (1908–09)
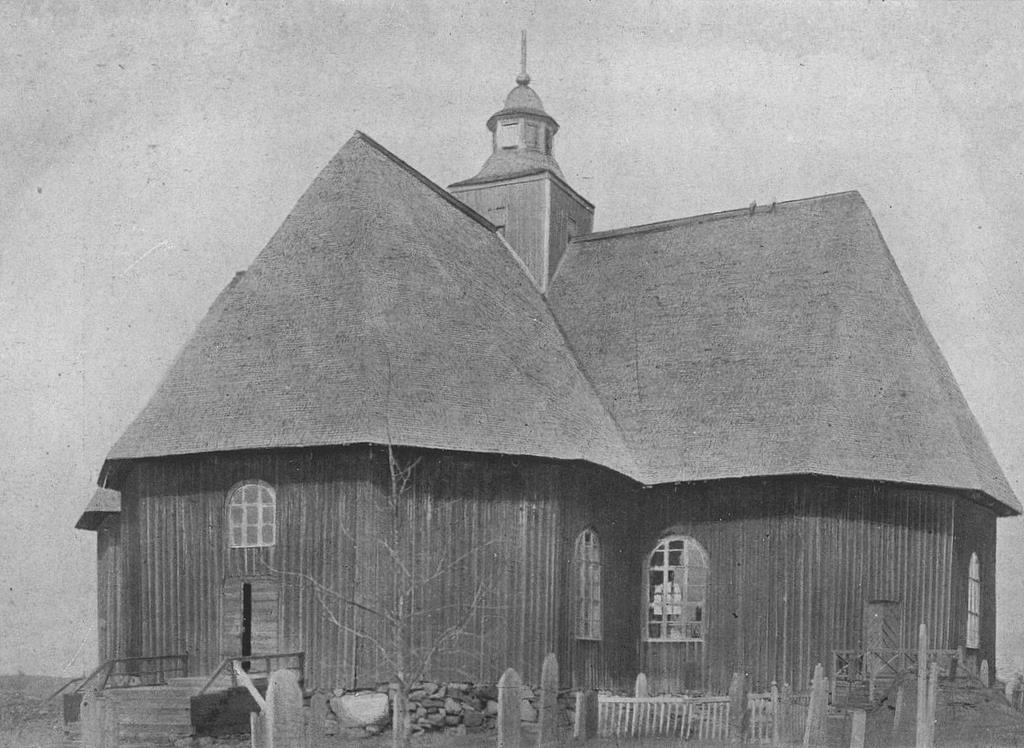
Alte Kirche von Pulkkila (1768–69 erbaut, 1908 abgerissen)

## Söhne und Töchter von Pulkkila
- Ilmari Kianto (1874–1970), Schriftsteller
- Pentti Haanpää  (1905–1955), Schriftsteller